# ハンセン中国企業指数
ハンセン中国企業指数（ハンセン-ちゅうごくきぎょうしすう、Hang Seng China Enterprises Index、HSCEI、恒生中国企業指数）は、H株、Pチップ、レッドチップを構成銘柄とする香港証券取引所に上場している中国企業の株価指数。かつてはH株のみだったのでハンセンH株指数とも呼ばれていた。
H株とは、中国本土を登記地とする会社が、香港証券取引所に上場し発行する株式銘柄である。
Pチップとは、中国本土以外の地（香港、バミューダ諸島、ケイマン諸島など）を登記地とする中国の民営会社が、香港証券取引所に上場し発行する株式銘柄である。
レッドチップとは、中国本土以外の地（香港、バミューダ諸島、ケイマン諸島など）を登記地とし中央政府、地方政府または国有企業から30%以上の出資を受ける中国の会社が、香港証券取引所に上場し発行する株式銘柄である。
従来、H株銘柄のみで構成されていたが、2018年3月5日にPチップおよびレッドチップの10銘柄が加えられた。
同じような株価指数としてFTSE中国50指数があり、本指数と同じく50銘柄から構成されている。

## ETF・先物
| コード                                 | レバレッジ | 年率   |
| -------------------------------------- | ---------- | ------ |
| 2828                                   | 1倍        | -2.13% |
| 2024年末現在。香港ドル建て、配当込み。 |            |        |

香港証券取引所では下記 ETF が上場している。証券コードが4桁の物は香港ドル建てで、5桁の物は人民元建て。
- Hang Seng China Enterprises Index ETF (2828, 82828)
- CSOP Hang Seng China Enterprises Index Daily (2x) Leveraged Product (7288)
- CSOP Hang Seng China Enterprises Index Daily (-2x) Inverse Product (7588)

東京証券取引所では下記 ETF が上場している。
- かつては「上場インデックスファンド中国H株（ハンセン中国企業株）」(1548)が上場していたが、純資産総額の減少が続き運用困難になり、2018年3月8日に上場廃止となった。[3]
- レバレッジ型・インバース型は残っていて、以下の2つがある。
  - 中国H株ブル2倍上場投信 (1572)[4]
  - 中国H株ベア上場投信 (1573)[5]

先物は香港証券取引所に上場している。取引単位は指数×50香港ドル、呼値の単位は1。

## ハンセン中国企業指数構成銘柄
| 凡例 ■：H株 ■：レッドチップ ■：Pチップ Ⓗ：ハンセン指数構成銘柄 |

■ 中国中信（SEHK：0267）Ⓗ
■ 粤海投資（SEHK：0270）
■ 中国燃気控股（SEHK：0384）
■ 中国石油化工（SEHK：0386）Ⓗ
■ 中国中鉄（SEHK：0390）
■ 東風汽車集団（SEHK：0489）
■ 騰訊控股（SEHK：0700）Ⓗ
■ 中国電信（SEHK：0728）
■ 中国国際航空（SEHK：0753）
■ 中国石油天然気（SEHK：0857）Ⓗ
■ 中国海洋石油（SEHK：0883）Ⓗ
■ 華能国際電力（SEHK：0902）
■ 安徽海螺水泥（SEHK：0914）
■ 中国建設銀行（SEHK：0939）Ⓗ
■ 中国移動（SEHK：0941）Ⓗ
■ 中信銀行（SEHK：0998）
■ 恒安国際集団（SEHK：1044）Ⓗ
■ 中国神華能源（SEHK：1088）Ⓗ
■ 石薬集団（SEHK：1093）
■ 国薬控股（SEHK：1099）
■ 華潤置地（SEHK：1109）Ⓗ
■ 比亜迪（SEHK：1211）
■ 中国農業銀行（SEHK：1288）
■ 新華人寿保険（SEHK：1336）
■ 中国人民保険集団（SEHK：1339）
■ 中国信達資産管理（SEHK：1359）
■ 中国工商銀行（SEHK：1398）Ⓗ
■ 中国郵政儲蓄銀行（SEHK：1658）
■ 中国中車（SEHK：1766）
■ 広発証券（SEHK：1776）
■ 中国交通建設（SEHK：1800）
■ 中国広核電力（SEHK：1816）
■ 中国民生銀行（SEHK：1988）
■ 万科企業（SEHK：2202）
■ 広州汽車集団（SEHK：2238）
■ 申洲国際集団控股（SEHK：2313）
■ 中国平安保険（SEHK：2318）Ⓗ
■ 中国人民財産保険（SEHK：2328）
■ 長城汽車（SEHK：2333）
■ 中国太平洋保険（SEHK：2601）
■ 中国人寿保険（SEHK：2628）Ⓗ
■ 中国華融資産管理（SEHK：2799）
■ 交通銀行（SEHK：3328）Ⓗ
■ 招商銀行（SEHK：3968）
■ 中国銀行（SEHK：3988）Ⓗ
■ 中信証券（SEHK：6030）
■ 衆安在線財産保険（SEHK：6060）
■ 海通証券（SEHK：6837）
■ 中国銀河証券（SEHK：6881）
■ 華泰証券（SEHK：6886）
以上50社、2018年6月4日現在。